# Dąbrowa (powiat kolski)
Dąbrowa (niem. Eichendorf) – wieś w Polsce położona w województwie wielkopolskim, w powiecie kolskim, w gminie Koło.
| SIMC    | Nazwa      | Rodzaj    |
| ------- | ---------- | --------- |
| 0287378 | Krzyżówki  | część wsi |
| 0287384 | Poddąbrowa | część wsi |

W latach 1975–1998 miejscowość należała administracyjnie do województwa konińskiego.
Miejscowość leży 8 km na północ od Koła, przy drodze lokalnej z Wrzący Wielkiej do Osieka Małego.